# Pobeda (Novi Sad)
Pobeda (česky doslova Vítězství) je název pro průmyslový podnik, který působí v Novém Sadu v Srbsku, přesněji v místní části Petrovaradín. Její rozsáhlý areál je součástí jedné ze svobodných průmyslových zón.

## Historie
Dílnu na opravu zemědělské techniky založili v rámci mládežnických brigád v roce 1947 studenti. Později se z ní stal výrobce zemědělských i jiných strojů a vybavení. Umístěna byla v Novém Sadu, obilnice SR Srbsko. Vyráběla také strojní součástí a ozubená kola, lisy a dále také pece pro pekárny a vybavení pro mlýny. Státní podnik byl později privatizován. Patřil k významným zaměstnavatelům v Novém Sadu.